# 似鳚黑身脂鯉
似鳚黑身脂鯉，為輻鰭魚綱脂鯉目脂鯉亞目頂器脂鯉科的其一種，分布於南美洲埃塞奎博河及圭亞那北部淡水流域，體長可達4公分，棲息在底中層水域，生活習性不明。